# Sénateurs désignés par le Parlement des Canaries
Les sénateurs désignés par le Parlement des Canaries représentent les îles Canaries au Sénat espagnol.

## Normes et désignation
La faculté pour chaque communauté autonome de désigner un ou plusieurs sénateurs au Sénat, conçu comme une chambre de représentation territoriale, est énoncée à l'article 69, alinéa 5, de la Constitution espagnole de 1978. La désignation est régie par l'article 43 du statut d'autonomie des Canaries ainsi que par le règlement du Parlement,.
Tout citoyen jouissant de ses droits civils et politiques peut être désigné sénateur. Après la tenue des élections au Parlement des Canaries et la constitution de celui-ci, le bureau détermine le nombre de sénateurs à désigner en tenant compte du nombre de votants lors des dernières élections sénatoriales. Les sièges de sénateurs sont alors assignés à chaque groupe parlementaire en fonction de leur importance numérique. Une fois la répartition des sièges effectuée entre les groupes parlementaires, ceux-ci doivent proposer leurs candidats dans le délai imparti par la présidence du Parlement. En cas de vacance, le groupe dont est issu le sénateur démissionnaire est chargé de proposer un nouveau candidat. Le mandat de sénateur désigné par le Parlement des Canaries est incompatible avec celui de député au Parlement.
La dissolution du Parlement des Canaries met fin au mandat des sénateurs désignés, ceux-ci restent néanmoins en poste jusqu'à la désignation des nouveaux sénateurs. En cas de dissolution du Sénat, les sénateurs désignés restent en place sans nécessité d'un nouveau vote.

## Synthèse
| AP    |       | 1 | 1 |   |   |   |   |   |   |   |   |   |   |   |   |   |  |  |  |  |
| PSOE  |       | 1 | 1 | 1 | 1 | 1 | 1 |   | 1 |   | 1 | 1 | 1 | 1 | 1 | 1 |  |  |  |  |
| AIC   |       |   |   | 1 |   | 1 | 1 |   |   |   |   |   |   |   |   |   |  |  |  |  |
| CDS   |       |   |   |   | 1 |   |   |   |   |   |   |   |   |   |   |   |  |  |  |  |
| PP    |       |   |   |   |   |   |   | 1 |   | 1 |   | 1 | 1 | 1 | 1 | 1 |  |  |  |  |
| CC    |       |   |   |   |   |   |   | 1 | 1 | 1 | 1 | 1 | 1 | 1 | 1 | 1 |  |  |  |  |
|       |       |   |   |   |   |   |   |   |   |   |   |   |   |   |   |   |  |  |  |  |
| Total | Total | 2 | 2 | 2 | 2 | 2 | 2 | 2 | 2 | 2 | 2 | 3 | 3 | 3 | 3 | 3 |  |  |  |  |

## Législatures

### Ire
| Parti | Parti | Sénateurs désignés     | Voix |
| ----- | ----- | ---------------------- | ---- |
| PSOE  |       | Antonio Martinón Cejas | 42   |
| AP    |       | César Llorens Bargés   | 42   |

- Désignation : 16 juin 1983.
- Antonio Martinón (PSOE) est remplacé en novembre 1984 par José Juan Rodríguez Rodríguez avec 38 voix favorables.

| Parti | Parti | Sénateurs désignés            | Voix |
| ----- | ----- | ----------------------------- | ---- |
| PSOE  |       | José Juan Rodríguez Rodríguez | 43   |
| AP    |       | Elviro Blas Hernández Reboso  | 38   |

- Désignation : 27 juin 1986.

### IIe
| Parti | Parti | Sénateurs désignés            | Voix |
| ----- | ----- | ----------------------------- | ---- |
| PSOE  |       | José Juan Rodríguez Rodríguez | 49   |
| AIC   |       | Isidoro Sánchez García        | 49   |

- Désignation : 21 octobre 1987.

| Parti | Parti | Sénateurs désignés            | Voix |
| ----- | ----- | ----------------------------- | ---- |
| PSOE  |       | José Juan Rodríguez Rodríguez | 52   |
| CDS   |       | Jesús Morales Morales         | 52   |

- Désignation : 15 novembre 1989.

### IIIe
| Parti | Parti | Sénateurs désignés            | Voix |
| ----- | ----- | ----------------------------- | ---- |
| PSOE  |       | José Juan Rodríguez Rodríguez | 38   |
| AIC   |       | Isidoro Sánchez García        | 38   |

- Désignation : 16 octobre 1991.
- Isidoro Sánchez (AIC) est remplacé en juin 1992 par Jaime Sicilia Hernández avec 35 voix favorables.

| Parti | Parti | Sénateurs désignés        | Voix |
| ----- | ----- | ------------------------- | ---- |
| PSOE  |       | Jerónimo Saavedra Acevedo | 45   |
| AIC   |       | Victoriano Ríos Pérez     | 45   |

- Désignation : 23 juin 1993.
- Jerónimo Saavedra (PSOE) est remplacé en octobre 1993 par José Juan Rodríguez Rodríguez avec 46 voix favorables.
- Victoriano Ríos (AIC) est remplacé en octobre 1993 par Oswaldo Brito González avec 46 voix favorables.

### IVe
| Parti | Parti | Sénateurs désignés               | Voix |
| ----- | ----- | -------------------------------- | ---- |
| CC    |       | Victoriano Ríos Pérez            | 37   |
| PP    |       | José Francisco Hernández Guimerá | 37   |

- Désignation : 10 juillet 1995.

### Ve
| Parti | Parti | Sénateurs désignés        | Voix |
| ----- | ----- | ------------------------- | ---- |
| CC    |       | Victoriano Ríos Pérez     | 54   |
| PSOE  |       | Jerónimo Saavedra Acevedo | 40   |

- Désignation : 23 septembre 1999.

### VIe
| Parti | Parti | Sénateurs désignés         | Voix |
| ----- | ----- | -------------------------- | ---- |
| CC    |       | José Mendoza Cabrera       | 40   |
| PP    |       | Javier Sánchez-Simón Muñoz | 39   |

- Désignation : 23 juillet 2003.

### VIIe
| Parti | Parti | Sénateurs désignés     | Voix |
| ----- | ----- | ---------------------- | ---- |
| CC    |       | Alfredo Belda Quintana | 51   |
| PSOE  |       | José Alcaraz Abellán   | 51   |

- Désignation : 19 juillet 2007.

| Parti | Parti | Sénateurs désignés            | Voix |
| ----- | ----- | ----------------------------- | ---- |
| PP    |       | María Dolores Luzardo de León | 51   |

- Désignation supplémentaire en raison de l'augmentation du nombre de sénateurs à désigner : 14 mars 2008.

### VIIIe
| Parti | Parti | Sénateurs désignés      | Voix |
| ----- | ----- | ----------------------- | ---- |
| CC    |       | Miguel Zerolo Aguilar   | 21   |
| PP    |       | Josefa Luzardo Romano   | 19   |
| PSOE  |       | Domingo Fuentes Curbelo | 14   |

- Désignation : 19 juillet 2011.
- Miguel Zerolo (CC) est remplacé en janvier 2015 par María del Mar Julios.
  - Mar Julios (CC) démissionne en juin 2015.

### IXe
| Parti | Parti | Sénateurs désignés                  | Voix |
| ----- | ----- | ----------------------------------- | ---- |
| CC    |       | María del Mar del Pino Julios Reyes | 48   |
| PSOE  |       | Julio Cruz Hernández                | 45   |
| PP    |       | María Mercedes Roldós Caballero     | 45   |

- Désignation : 21 juillet 2015.
- Mercedes Roldós (PP) est remplacé en décembre 2016 par Jorge Alberto Rodríguez Pérez avec 43 voix favorables.

### Xe
| Parti | Parti | Sénateurs désignés        | Voix |
| ----- | ----- | ------------------------- | ---- |
| PSOE  |       | Pedro Manuel Ramos Negrín | 25   |
| CC    |       | Fernando Clavijo Batlle   | 19   |
| PP    |       | Asier Antona Gómez        | 10   |

- Désignation : 30 juillet 2019.
- Pedro Ramos (PSOE) est remplacé en mars 2021 par Santiago Pérez García avec 36 voix favorables.

### XIe
| Parti | Parti | Sénateurs désignés               | Voix |
| ----- | ----- | -------------------------------- | ---- |
| PSOE  |       | José Antonio Valbuena Alonso     | 25   |
| CC    |       | Pedro Manuel San Ginés Gutiérrez | 20   |
| PP    |       | María Australia Navarro de Paz   | 15   |

- Désignation : 25 juillet 2023.
- Australia Navarro (PP) est remplacée le 12 juin 2024 par Rosa Faustina Viera Fernández avec 56 voix favorables.